# Dometie Manolache
Dometie Manolache (n. 15 octombrie 1924, Bălănești, România – d. 6 iulie 1975, Râmeț, România) a fost un călugăr ortodox român cu rang de arhimandrit, canonizat ca sfânt de Sfântul Sinod al Bisericii Ortodoxe Române în ședința sa din 11-12 iulie 2024, cu titulatura „Sfântul Cuvios Dometie cel Milostiv de la Râmeț” și prăznuirea în ziua de 6 iulie.